# 北海道財務局
北海道財務局（日语：／ Hokkaidō zaimukyoku */?）是日本北海道札幌市北区的財務省的地方支分部局。由北海道政府管轄。

## 所轄事務所
- 北海道財務局本局
  - 函館財務事務所
  - 旭川財務事務所
  - 釧路財務事務所
  - 帶廣財務事務所
  - 小樽出張所
  - 北見出張所

## 外部連結
- 財務省北海道財務局（页面存档备份，存于）